# 企業資源計画

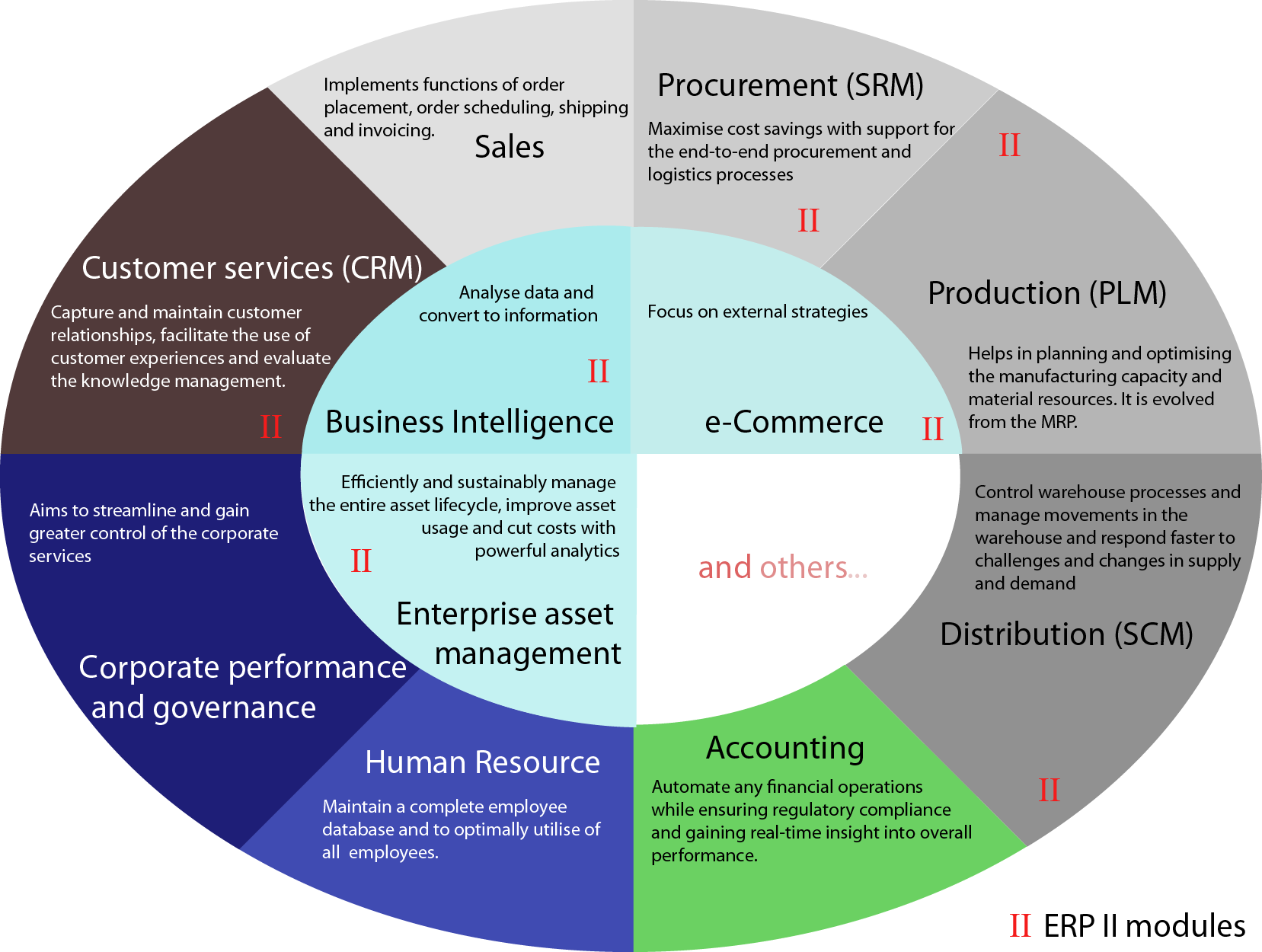
いくつかの典型的なERPモジュールを示す図

企業資源計画（きぎょうしげんけいかく）、またはエンタープライズ・リソース・プランニング（英: enterprise resource planning）、略称・ERPとは、企業全体を経営資源の有効活用の観点から統合的に管理し、経営の効率化を図るための手法・概念のこと。多くの場合、リアルタイムで、ソフトウェアとテクノロジーによって仲介される。これを実現するための統合型（業務横断型）ソフトウェア（統合基幹業務システム）を「ERPパッケージ」と呼ぶ。
ERPは通常、組織が多くの企業活動からのデータを収集、保存、管理、および解釈するために使用するビジネス管理ソフトウェアに分類（通常は統合アプリケーションスイート）される。
ERPは、データベース管理システムによって維持される共通データベースを使用して、コアビジネスプロセスの統合された継続的に更新されるビューを提供する。 ERPシステムは、事業資源（現金、原材料、生産能力）と、ビジネスコミットメントのステータス（注文、発注書、給与）を追跡する。システムを構成するアプリケーションは、データを提供するさまざまな部門（製造、購入、販売、会計など）間でデータを共有する。ERPは、すべてのビジネス機能間の情報の流れを促進し、外部の利害関係者への接続を管理する。
エンタープライズシステムソフトウェアは、さまざまなビジネス機能をサポートするコンポーネントを製造する数十億ドル規模の業界である。 IT投資は、2011年の時点で、米国を拠点とする企業における資本支出の最大のカテゴリーの1つになっている。初期のERPシステムは大企業に焦点を合わせていたが、中小企業はますますERPシステムを使用している。 
ERPシステムは、さまざまな組織システムを統合し、エラーのないトランザクションと生産を促進することで、組織の効率を高める。ただし、ERPシステムの開発は、従来のシステム開発とは異なる。 ERPシステムは、さまざまなコンピューターハードウェアおよびネットワーク構成で実行され、通常はデータベースを情報リポジトリとして使用する。

## 原点
1990年代にERPという頭字語を最初に使用したのは、ガートナーである。ERPは資材所要量計画 (MRP; Material Requirements Planning) から派生した言葉であった。ERPはMRPの機能と、後発の製造資源計画（MRP II） およびコンピューター統合生産の機能を統合した。その後、製造の範疇にとどまらない様々なアプリケーションおよび機能の拡張を続けたが、ERPという名称はその後そのまま使われ続け、当初よりも大きな概念を表すようになっていった。 
ERPシステムは製造に関するパッケージから発展したが、各ベンダーが、財務、会計、保守、人事などに向けた機能を次々と追加していった結果、1990年代半ばまでに、非常に広範囲のコアエンタープライズ機能に対応することとなった。 
この頃から、各国の行政機関や非営利団体でもERPシステムを使い始める例が増えた。 

## 拡張
ERPシステムは1990年代に急速な成長を遂げた。2000年問題によって同時期に各企業が古いシステムの刷新を迫られ、その選択肢の一つであったERPは多くの企業で採用されることとなった。 
当初、ERPシステムは顧客や一般の人々に直接影響を与えないバックオフィス機能の自動化に重点を置いていたが、インターネットの普及に伴い、ビジネスにおけるシステムの役割が変化するとともに、顧客と直接やり取りする顧客関係管理（CRM）などのフロントオフィス機能、または電子商取引、電子政府、電子テレコム、電子金融などのE-ビジネスシステム、またはサプライヤ関係管理（SRM）などの機能も追加されていった。。 
2000年にはGartner Publicationsによる記事「ERPIs Dead—Long Live ERPII」において「ERP II」という言葉が登場し、従業員とパートナー（サプライヤーや顧客など）にERPシステムへのリアルタイムアクセスを提供するWebベースのソフトウェアについて説明している。  
ERP IIの役割は、従来のERPリソースの最適化とトランザクション処理を拡張すること、単に売買などを管理するのではなく、管理下にあるリソースの情報を活用して、企業間のやりとりを促進することである。また、 ERP IIは、第1世代のERPよりも柔軟性があり、ERPシステムの機能を組織内に限定するのではなく、企業の壁を越えて他のシステムと接するものである。 ERP IIシステムは通常、さまざまなe-ビジネステクノロジを使用して、サプライチェーン管理（SCM） 、顧客関係管理（CRM） 、ビジネスパートナー組織間のビジネスインテリジェンス（BI）などの共同イニシアチブを可能にするために使用される。 
開発者は現在、モバイルデバイスをERPシステムと統合するためにより多くの努力を払っている。 ERPベンダーは、他のビジネスアプリケーションとともに、ERPをこれらのデバイスに拡張している。最新のERPの技術的な利害関係は、ハードウェア、アプリケーション、ネットワーキング、サプライチェーンなどの統合に関係している。 ERPは現在、意思決定、利害関係者の関係、標準化、透明性、グローバリゼーションなど、より多くの機能と役割をカバーしている。

## 特徴
ERPシステムには通常、次の特性がある。
- 統合システム
- リアルタイム（またはほぼ）で動作する
- すべてのアプリケーションをサポートする共通データベース
- モジュール間で一貫したルックアンドフィール
- 実装が小さなステップで行われないという条件で、情報技術（IT）部門による精巧なアプリケーション/データ統合を伴うシステムのインストール[19]
- 導入オプションには、オンプレミス、クラウドホスト、またはSaaSが含まれる

## 機能分野
ERPシステムは、次の一般的な機能領域をカバーしている。多くのERPシステムでは、これらはERPモジュールとして呼び出され、グループ化される。
- 財務会計：総勘定元帳、固定資産、バウチャー、マッチングと支払いを含む買掛金、売掛金と回収、現金管理、財務統合
- 管理会計：予算編成、原価計算、活動基準原価計算
- 人事：採用、研修、名簿作成、給与計算、福利厚生、退職年金制度、多様性管理、退職、離職
- 製造：エンジニアリング、材料請求書、作業指示書、スケジューリング、容量、ワークフロー管理、品質管理、製造プロセス、製造プロジェクト、製造フロー、製品ライフサイクル管理
- 注文処理：注文から現金化、注文入力、信用調査、価格設定、約束可能、在庫、出荷、販売分析とレポート、販売試運転
- サプライチェーン・マネジメント：サプライチェーン計画、サプライヤスケジューリング、製品コンフィギュレータ、注文から現金化、購入、在庫、請求処理、倉庫保管（受け取り、保管、ピッキング、梱包）
- プロジェクトマネジメント：プロジェクト計画、リソース計画、プロジェクト原価計算、作業分解図、請求、時間と費用、パフォーマンスユニット、アクティビティ管理
- 顧客関係管理（CRM）：販売およびマーケティング、コミッション、サービス、顧客連絡、コールセンターサポート – CRMシステムは常にERPシステムの一部と見なされるわけではなく、ビジネスサポートシステム（BSS）と見なされる。
- データサービス：顧客、サプライヤー、および/または従業員向けのさまざまな「セルフサービス」インターフェース
- 学校および教育機関の管理。

### GRP
政府のリソースプランニング（GRP）は、公共部門のERPおよび政府機関の統合オフィスオートメーションシステムに相当する。 ソフトウェア構造、モジュール化、コアアルゴリズム、およびメインインターフェイスは、他のERPと同じであり、ERPソフトウェアサプライヤは、システムを政府機関に適合させることができる。 
民間組織と公的組織の両方のシステム実装は、組織の生産性と全体的なビジネスパフォーマンスを向上させるために採用されているが、実装の比較（民間と公共）は、公共部門でのERP実装の成功に影響を与える主な要因が文化的であることを示している 。 

## ベストプラクティス
ほとんどのERPシステムにはベストプラクティスが組み込まれている。これは、ソフトウェアが各ビジネスプロセスを実行するための最も効果的な方法のベンダーの解釈を反映していることを意味する。システムは、顧客がこれらの慣行をどれだけ便利に変更できるかによって異なる。 さらに、ベストプラクティスにより、他のソフトウェア実装と比較してリスクが71％削減された。 
ベストプラクティスの使用により、IFRS、SOX法、バーゼルIIのような要件への準拠を容易にする。また、電子送金などの事実上の業界標準への準拠にも役立つ。これは、手順をERPソフトウェア内で簡単に体系化し、そのビジネス要件を共有する複数のビジネス間で自信を持って複製できるためである。 

## プラントフロア情報への接続
ERPシステムは、さまざまな方法でリアルタイムデータとトランザクションデータに接続する。これらのシステムは通常、プロセス、機器、ベンダーソリューションに関する独自の知識をもたらすシステムインテグレーターによって構成される。
直接統合—ERPシステムには、製品提供の一部として接続性（プラントフロア機器への通信）がある。これには、ベンダーが顧客が操作するプラントフロア機器に対して特定のサポートを提供する必要がある。
データベース統合—ERPシステムは、データベース内のステージングテーブルを介してプラントフロアのデータソースに接続する。プラントフロアシステムは、必要な情報をデータベースに保管する。 ERPシステムはテーブル内の情報を読み取る。ステージングの利点は、ERPベンダーが機器統合の複雑さを習得する必要がないことである。接続性はシステムインテグレーターの責任になる。
エンタープライズ・アプライアンス・トランザクション・モジュール（EATM）-これらのデバイスは、ERPシステムでサポートされている方法を介して、プラントフロア機器およびERPシステムと直接通信する。 EATMは、ステージングテーブル、Webサービス、またはシステム固有のプログラムインターフェイス（ API ）を使用できる。 EATMには、既成のソリューションであるという利点がある。
カスタム統合ソリューション—多くのシステムインテグレーターがカスタムソリューションを提供している。これらのシステムは、初期統合コストが最も高くなる傾向があり、長期的なメンテナンスと信頼性のコストが高くなる可能性がある。注意深いシステムテストと徹底的な文書化により、長期的なコストを最小限に抑えることができる。カスタム統合ソリューションは通常、ワークステーションまたはサーバークラスのコンピューターで実行される。

## 実装
ERPの範囲は通常、スタッフの作業プロセスと慣行に大幅な変更を加えることを意味する。 一般に、このような変更の実装を支援するために、コンサルティング、カスタマイズ、およびサポートの3種類のサービスを利用できる。 実装時間は、ビジネスの規模、モジュールの数、カスタマイズ、プロセス変更の範囲、およびプロジェクトの所有権を取得する顧客の準備状況によって異なる。モジュラーERPシステムは段階的に実装できる。大企業の一般的なプロジェクトには約14か月かかり、約150人のコンサルタントが必要である。 小さなプロジェクトには数か月かかる場合がある。多国籍およびその他の大規模な実装には、数年かかる場合がある。 カスタマイズにより、実装時間が大幅に増加する可能性がある。 
それに加えて、情報処理はさまざまなビジネス機能に影響を与える。たとえば、ウォルマートのような一部の大企業はジャストインタイム在庫システムを使用している。これにより、在庫の保管が減り、配送効率が向上し、最新のデータが必要になる。2014年以前は、ウォルマートはIBMが開発したInforemというシステムを使用して補充を管理していた。 

### プロセスの準備
ERPを実装するには、通常、既存のビジネスプロセスを変更する必要がある。 実装を開始する前に必要なプロセス変更を十分に理解していないことが、プロジェクトの失敗の主な理由である。 困難は、システム、ビジネスプロセス、インフラストラクチャ、トレーニング、または意欲の欠如に関連している可能性がある。
したがって、組織がERPソフトウェアを実装する前に、ビジネスプロセスを徹底的に分析することが重要である。分析により、プロセスの近代化の機会を特定できる。また、現在のプロセスとERPシステムによって提供されるプロセスとの整合性を評価することもできる。調査によると、ビジネスプロセスの不一致のリスクは次の方法で減少する。
- 現在のプロセスを組織の戦略にリンクする
- 各プロセスの有効性の分析
- 既存の自動化ソリューションを理解する[38][39]

ERPの実装は、分散型組織ではプロセス、ビジネスルール、データセマンティクス、承認階層、意思決定センターが異なることが多いため、かなり困難である（そして政治的に負担がかかる）。 これには、一部のビジネスユニットを他のビジネスユニットよりも先に移行する、各ユニットに必要な変更を処理するための実装を遅らせる、統合を減らす（マスターデータ管理を介したリンクなど）、または特定のニーズに合わせてシステムをカスタマイズする必要がある。 
潜在的な欠点は、「標準」プロセスを採用すると、競争優位が失われる可能性があることである。これが起こっている間、ある領域での損失は他の領域での利益によって相殺されることが多く、全体的な競争上の優位性を高める。 

### 構成
ERPシステムの構成は、主に、組織がシステムを機能させる方法と、システムが機能するように設計された方法とのバランスを取ることである。 ERPシステムには通常、システム操作を変更する多くの設定が含まれている。たとえば、組織は使用する在庫会計のタイプ（ FIFOまたはLIFO）を選択できる。地理的単位、製品ライン、または流通チャネルごとに収益を認識するかどうか。顧客の返品時に送料を支払うかどうか。 

### 2層ERP
2層のERPソフトウェアとハードウェアにより、企業は2つのERPシステムに相当するものを一度に実行できる。1つは企業レベルで、もう1つは部門または子会社レベルである。たとえば、製造会社はERPシステムを使用して、独立したグローバルまたは地域の流通、生産または販売センター、およびサービスプロバイダーを使用して組織全体を管理し、主要な会社の顧客をサポートできる。各独立したセンター（または）子会社は、独自のビジネスモデル、ワークフロー、およびビジネスプロセスを持っている場合がある。
グローバリゼーションの現実を踏まえ、企業は、地域、部門、製品または製造戦略を最適化して、戦略的目標をサポートし、市場投入までの時間を短縮すると同時に、収益性を高め、価値を提供する方法を継続的に評価する。 2層ERPにより、地域の流通、生産、または販売センターとサービスプロバイダーは、独自のERPシステムを使用して、主要企業とは別の独自のビジネスモデルで運営を続ける。これらの中小企業のプロセスとワークフローは、主要企業のプロセスとワークフローに関連付けられていないため、複数の場所でローカルビジネス要件に対応できる。 
企業による2層ERPシステムの採用に影響を与える要因は次のとおりである。
- 製造業のグローバリゼーション、新興経済国における調達の経済学。
- 中小企業により適したソフトウェアの選択に基づいて、子会社でのより迅速で低コストのERP実装の可能性。
- 2つのERPシステム間でデータをやり取りする必要がある場合（多くの場合、エンタープライズアプリケーション統合の使用を伴う）、余分な労力が必要になる[46]。2層ERP戦略により、企業は市場の需要に対応し、ITシステムを企業レベルで調整する際に俊敏性を確保できる。その結果、組織全体で使用されている1つのERPシステムと比較してより多くのシステムが得られる[47]。

### カスタマイズ
ERPシステムは、理論的には業界のベストプラクティスに基づいており、そのメーカーは、組織がそれらを「現状のまま」展開することを意図している。 ERPベンダーは、組織が独自のビジネスルールを組み込むことができる構成オプションを顧客に提供しているが、構成が完了した後でも機能のギャップが残ることがよくある。
ERPのお客様には、機能のギャップを調整するためのいくつかのオプションがあり、それぞれに長所と短所がある。技術的な解決策には、提供されたソフトウェアの一部を書き直すこと、ERPシステム内で機能するように自家製のモジュールを書くこと、または外部システムとのインターフェースが含まれる。これらの3つのオプションは、さまざまな程度のシステムカスタマイズを構成する。最初のオプションは、保守が最も侵襲的でコストがかかる。 あるいは、提供されたERP機能セットによりよく一致するようにビジネス慣行や組織のポリシーを変更するなどの非技術的なオプションがある。カスタマイズと構成の主な違いは次のとおりである。
- カスタマイズは常にオプションであるが、ソフトウェアは使用前に常に構成する必要がある（たとえば、コスト/利益センタ構造、組織ツリー、購入承認ルールの設定など）。
- このソフトウェアは、さまざまな構成を処理するように設計されており、許可された構成で予測どおりに動作する。
- システムの動作とパフォーマンスに対する構成変更の影響は予測可能であり、ERPベンダーの責任である。カスタマイズの効果はあまり予測できない。それは顧客の責任であり、テスト活動を増やす。
- 構成の変更は、新しいソフトウェアバージョンへのアップグレード後も存続する。一部のカスタマイズ（たとえば、データ画面の表示の前後に呼び出される事前定義された「フック」を使用するコード）は、再テストが必要であるが、アップグレード後も存続する。その他のカスタマイズ（基本的なデータ構造の変更など）は、アップグレード中に上書きされるため、再実装する必要がある[51]。

カスタマイズの利点は次のとおりである。
- ユーザーの受け入れを改善する[52]
- 標準機能のみを使用して、企業に対して競争上の優位性を獲得する可能性を提供する

カスタマイズの欠点には、次のようなものがある。
- 実装と保守に必要な時間とリソースを増やす[50] [53]
- システム間の違いにより、サプライヤーと顧客間のシームレスなインターフェース/統合を妨げる
- 将来的にERPソフトウェアをアップグレードする会社の能力を制限する
- カスタマイズへの過度の依存を生み出し、標準化ソフトウェアプラットフォームとしてのERPの原則を損なう

### 拡張機能
ERPシステムは、多くの場合ベンダー提供のインターフェイスを介して、サードパーティのソフトウェアで拡張できる。 拡張機能は、次のような機能を提供する。 
- 製品データ管理
- 製品ライフサイクル管理
- 顧客関係管理
- データマイニング
- 電子調達

### データ移行
データ移行は、既存のシステムからERPシステムにデータを移動、コピー、および再構築するプロセスである。移行は実装の成功に不可欠であり、重要な計画が必要である。残念ながら、移行は本番フェーズの前の最終アクティビティの1つであるため、十分な注意が払われないことがよくある。次の手順で、移行計画を構成する。 
- 移行するデータを特定する。
- 移行のタイミングを決定する。
- 主要なデータコンポーネントのデータ移行テンプレートを生成する。
- ツールセットをフリーズする。
- 主要なビジネスアカウントの移行関連の設定を決定する。
- データアーカイブのポリシーと手順を定義する。

多くの場合、既存のシステムの一部のデータに互換性がないか、新しいシステムでは不要であるため、データの移行が不完全である。そのため、新しいERPシステムが導入されたら、既存のシステムをアーカイブデータベースとして保持して参照できるようにする必要がある。 

### 長所
ERPの最も基本的な利点は、無数のビジネスプロセスを統合することで時間と費用を節約できることである。管理者は、より迅速に、より少ないエラーで意思決定を行うことができる。データは組織全体で表示されるようになる。この統合の恩恵を受けるタスクは次のとおりである。 
- 在庫の最適化を可能にする売上予測。
- 操作のすべての領域での関連データのコンパイルによるすべてのトランザクションの時系列の履歴。
- 受注から履行までの注文追跡
- 請求書から現金領収書までの収益追跡
- 一致する発注書（注文されたもの）、在庫受領書（到着したもの）、および原価計算（ベンダーが請求したもの）

ERPシステムは、ビジネスデータを一元化する。
- 複数のシステム間で変更を同期する必要がなくなる—財務、マーケティング、販売、人事、製造アプリケーションの統合[要出典]
- 統計データの各ビットに正当性と透明性をもたらす
- 標準的な製品の命名/コーディングを容易にする
- 包括的なエンタープライズビュー（「情報の島」なし）を提供し、適切な意思決定を行うために、いつでもどこでも管理者がリアルタイムの情報を利用できるようにする
- 複数のセキュリティシステムを単一の構造に統合することにより、機密データを保護する[58]

### メリット
- ERPは、変化によりよく適応する、より機敏な会社を作成する。また、企業の柔軟性と構造の厳格さが緩和されるため、組織のコンポーネントがよりまとまりを持って運用され、社内外のビジネスが強化される[59]。
- ERPは、閉じた環境でのデータセキュリティを向上させることができる。 ERPシステムが提供するような一般的な制御システムにより、組織は主要な企業データが危険にさらされないようにすることがより簡単になる。ただし、これはよりオープンな環境で変化するため、ERPセキュリティ機能とセキュリティに関する社内ポリシーをさらに精査する必要がある[60]。
- ERPは、コラボレーションの機会を増やす。現代の企業では、データは、ドキュメント、ファイル、フォーム、オーディオとビデオ、電子メールなど、さまざまな形式を取る。多くの場合、各データメディアには、コラボレーションを可能にする独自のメカニズムがある。 ERPは、分散システム間でさまざまな形式で通信するという学習曲線を習得するのではなく、従業員がコンテンツのコラボレーションにより多くの時間を費やせるようにするコラボレーションプラットフォームを提供する[55]。
- ERPには、共通プロセスの標準化、1つの統合システム、標準化されたレポート、改善された主要業績評価指標（KPI）、共通データへのアクセスなど、多くの利点がある。 ERPの主な利点の1つ。統合システムの概念は、ビジネスによって誤解されることがよくある。 ERPは、HR、計画、調達、販売、顧客関係、財務、分析などのすべての主要なエンタープライズ機能、およびその他の接続されたアプリケーション機能との緊密な統合を提供する一元化されたシステムである。その意味で、ERPは「集中型統合エンタープライズシステム（CIES）」と表現できる[61]。

### 短所
- カスタマイズには問題がある。最善のアプローチと比較すると、ERPは、組織の最小公分母のニーズを満たしていると見なすことができ、組織は固有の要求を満たすための回避策を見つける必要がある[62]。
- ERPシステムに合うようにビジネスプロセス・リエンジニアリングを行うと、競争力が損なわれたり、他の重要な活動から焦点が逸れたりする可能性がある。
- ERPは、統合されていない、または包括的でないソリューションよりもコストがかかる可能性がある。
- ERPスイッチング・コストが高いと、ERPベンダーの交渉力が高まり、サポート、メンテナンス、およびアップグレードの費用が増える可能性がある。
- 部門間で機密情報を共有することへの抵抗を克服すると、経営陣の注意をそらすことができる。
- 真に独立したビジネスの統合は、不必要な依存関係を生み出す可能性がある。
- 広範なトレーニング要件は、日常業務からリソースを取得する。
- ERPシステムの調和は、（特に大企業にとって）巨大な作業になる可能性があり、多くの時間、計画、およびお金を必要とする[63]。
- 重要な課題には、実装後のプロジェクトチームの解散、インターフェイスの問題、適切なテストの欠如、タイムゾーンの制限、ストレス、オフショアリング、変更に対する人々の抵抗、短いハイパーケア期間、データクレンジングなどがある[64]。

## ポストモダンERP
「ポストモダンERP」という用語は、2013年にガートナーによって造られ、紙シリーズ「Predicts2014」に最初に登場した。 ガートナーのポストモダンERP戦略の定義によると、すべてのパーツが相互に大きく依存しているレガシーのモノリシックで高度にカスタマイズされたERPスイートは、遅かれ早かれクラウドベースとオンプレミスの両方のアプリケーションの混合物に置き換えられる必要がある。これらはより疎結合であり、必要に応じて簡単に交換できる。
基本的な考え方は、最も重要なビジネス機能をカバーするコアERPソリューションがまだ存在する必要がある一方で、他の機能は単にコアERPを拡張する専門のソフトウェアソリューションによってカバーされるということである。この概念は、ソフトウェア実行に対するいわゆる最善のアプローチに似ているが、混同してはいけない。どちらの場合も、全体を構成するアプリケーションは比較的緩く接続されており、非常に簡単に交換できるが、後者の場合、ERPソリューションはまったくない。代わりに、すべてのビジネス機能は個別のソフトウェアソリューションによってカバーされる。 
ただし、どのビジネス機能をコアERPの一部にするか、および何を補足ソリューションでカバーするかについての黄金律はない。ガートナーによると、すべての企業は、企業の内部および外部のニーズ、運用、およびプロセスに基づいて、独自のポストモダンERP戦略を定義する必要がある。たとえば、企業は、コアERPソリューションがファイアウォールの背後に留まらなければならないビジネスプロセスをカバーする必要があると定義しているため、コアERPをオンプレミスのままにすることを選択する場合がある。また、企業がコアERPソリューションをクラウドでホストし、補足ソリューションとして少数のERPモジュールのみをオンプレミスで使う場合がある。 
ポストモダンのERP戦略を実装することで企業が得る主な利点は、ビジネスプロセスや組織レベルでの予期しない変化に対応する際のスピードと柔軟性である。 アプリケーションの大部分は接続が比較的緩いため、必要なときにいつでも簡単に交換またはアップグレードできる。それに加えて、上記の例に従って、企業はERPのニーズに最も適したクラウドベースのソリューションとオンプレミスソリューションを選択して組み合わせることができる。ポストモダンERPの欠点は、企業が管理しなければならないソフトウェアベンダーの数が増えるだけでなく、中央ITに追加の統合の課題が生じる可能性が高いことである。 